# Terpna crocina
Terpna crocina är en fjärilsart som beskrevs av Butler 1880. Terpna crocina ingår i släktet Terpna och familjen mätare. Inga underarter finns listade i Catalogue of Life.